# Улица Валдеку
Улица Ва́лдеку (эст. Valdeku tänav) — улица в городе Таллине, столице Эстонии.

## География
Находится в районе Нымме. Пролегает через микрорайоны Лийва, Мяннику, Нымме и Раудалу. 
Начинается от Пярнуского шоссе, заканчивается на перекрёстке с Вильяндиским шоссе. Проходит через железную дорогу. Самые протяжённые улицы, с которыми пересекается улица Валдеку: бульвар Вабадузе, бульвар Лоотузе и улица Мяннику. Часть улицы Валдеку между бульваром Вабадузе и перекрёстком с улицей Ыйе является улицей с односторонним движением.
Протяжённость — 3723 м.
По адресу Kalmistu tee 34 / Valdeku tn 134 расположено кладбище Лийва. Протяжённость отрезка улицы Валдеку, идущего рядом с кладбищем, составляет 1,2 км.

## История
Улица проходит через участок естественного лесного массива. В письменных источниках 1926 года (в то время это был город Нымме) упоминается как Вальдекская улица (эст. Valdeki tänav, нем. Waldeckstraße, нем. waldeck – «лесок», перелесок). Решением Ныммеской горуправы от 25.05.1937 было официально утверждено название улица Валдеку (эст. Valdeku tänav). Согласно решению Таллинской горуправы, с  25 октября 1940 года она стала называться улица Пунатяхе (эст. Punatähe tänav — улица Красной звезды). C начала немецкой оккупации в сентябре 1941 её называли Waldecker Straße, после окончания войны улице было возвращено прежнее официальное название.

## Общественный транспорт
По улице проходят маршруты городских автобусов № 33 и 57. Рядом с перекрёстком улиц Валдеку и Махла расположена остановка электропоездов фирмы Elron «Valdeku».

## Застройка
Застройка улицы в основном состоит из малоэтажных частных и квартирных домов, бо́льшая часть которых была построена в 1946 году (дома 2, 2, 25А, 29/1, 34, 39, 51, 53, 54, 63, 75, 80 и др.) и в 1950—1960-х годах (дома 17, 37, 55, 56, 58, 76, 118, 122, 162 и др.). Между домами — участки естественного соснового леса. Сохранилось не более десятка деревянных домов, относящихся к 1910—1930-м годам; два из них внесены в Государственный регистр памятников культуры Эстонии как памятники архитектуры. За три года до распада СССР на улице началось интенсивное строительство пятиэтажных панельных жилых домов (дома 112, 112А, 116, 158, 164). Несколько двух- и трёхэтажных жилых домов было построено в 2000—2020-х годах.
Некоторые примеры застройки улицы Валдеку: 
- дом 3 — двухэтажное здание в стиле неоренессанса является одним из старейших сохранившихся домов в Нымме. Памятник архитектуры. Дом построен в 1910-е годы; некоторая его часть, вероятно, датируется 1980-ми годами. Изначально это была летняя вилла для состоятельных людей. Автор проекта неизвестен, но видно, что она была спроектирована профессиональным архитектором. Небольшой двухфлигельный деревянный дом с арочными окнами отражает стилистику и градостроительную ситуацию дачного посёлка более чем столетней давности. Дом с тремя входами с улицы можно было разделить на 2-4 семьи; обычно одну сторону дома занимал сам хозяин, остальные квартиры сдавались приезжим отдыхающим. Внутренняя планировка здания неоднократно перестраивалась. Сохранились деревянные кружевные украшения на фасадах, лестничная балюстрада, шкафы у заднего входа, в некоторых комнатах сохранились старинные печи и филёнчатые двери. Подобные здания в те же времена были возведены в микрорайонах Козе и Кадриорг, а также в Нарва-Йыэсуу. Позже они в основном использовались для круглогодичного проживания[7];
- дом 6 — трёхэтажный квартирный дом, построен в 2007 году;
- дом 9 — образец дома с примечательной архитектурой, типичной для своей эпохи и местоположения. Построен в 1930-х годах, фасады здания были отремонтированы в 2010-х годах. Памятник архитектуры. Представляет собой компактный деревянный дом с двумя этажами и мансардой. Визуальный объём здания увеличивает застеклённая башня на крыше[8];
- дом 12 — двухэтажный частный жилой дом, построен в 2019 году;
- дом 13 — бывшее здание Таллинской Валдекуской основной школы с русским языком обучения. Учебная работа была прекращена в 2007 году после её слияния с Таллинской 53-й средней школой. Здание затем использовалось в качестве временного помещения во время ремонта разных школ города, после проведённой в 2010-х годах реконструкции в нём разместилась администрация района Нымме и центр досуга[9][10][11];
- дом 15 — баня-спортхолл улицы Валдеку (эст. Valdeku tänava saun-spordihoone), строительство которой было завершено в 2013 году[12];
- дом 18 — частный двухэтажный жилой дом (2019);
- дом 24 — был построен в 1931 году как первая общественная баня в Нымме[13]. Автор проекта — архитектор Роберт Натус. В 2006 году дом перестроен под офисно-жилое здание[14];
- дом 55 — деревянный двухэтажный частный дом (1956);
- дома 99А, 99В — двухэтажные рядные жилые дома (2018);
- дом 102 — пятиэтажный панельный жилой дом (1973);
- дом 108 — пятиэтажный панельный жилой дом с подземной автостоянкой (1978);
- дом 109R — трёхэтажное производственное здание (1979);
- дом 114 — одноэтажное здание магазина (1977);
- дом 118 — четырёхэтажный панельный жилой дом (1963);
- дом 118А — пятиэтажный панельный жилой дом (1967);
- дом 120 — трёхэтажный кирпичный жилой дом (1959);
- дом 122 — трёхэтажный панельный жилой дом (1959);
- дома 160, 162 — двухэтажные кирпичные жилые дома (1961).

## Учреждения и предприятия
- Valdeku tn 13 — управа части города Нымме (эст. Nõmme Linnaosavalitsus), Ныммеский центр досуга (эст. Nõmme Vabaajakekus) и Молодёжный центр Валдеку (эст. Valdeku Noortekeskus);
- Valdeku tn 62 — Валдекуская ветеринарная клиника для маленьких домашних животных (эст. Valdeku Väikeloomakliinik);
- Valdeku tn 66 —  кафе «У тёти Ани» (ориг.: эст. kohvik «Tädi Anni juures»);
- Valdeku tn 114 — магазин торговой сети «Maxima».

В зданиях и постройках с регистрационным номером Valdeku tn 168 размещаются производственные, офисные и складские помещения нескольких промышленных предприятий.

Улица Валдеку
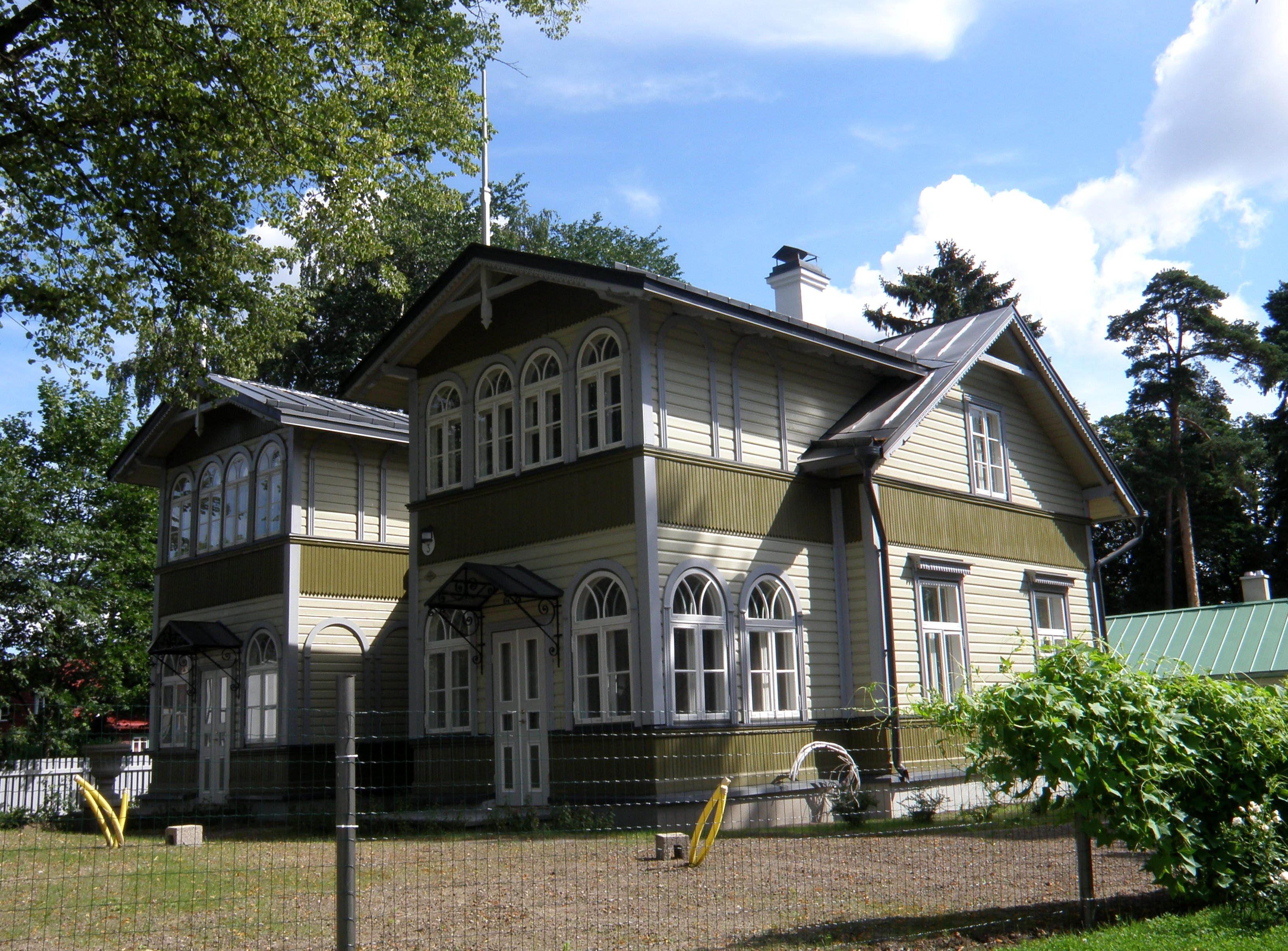
Дом 3, памятник архитектуры
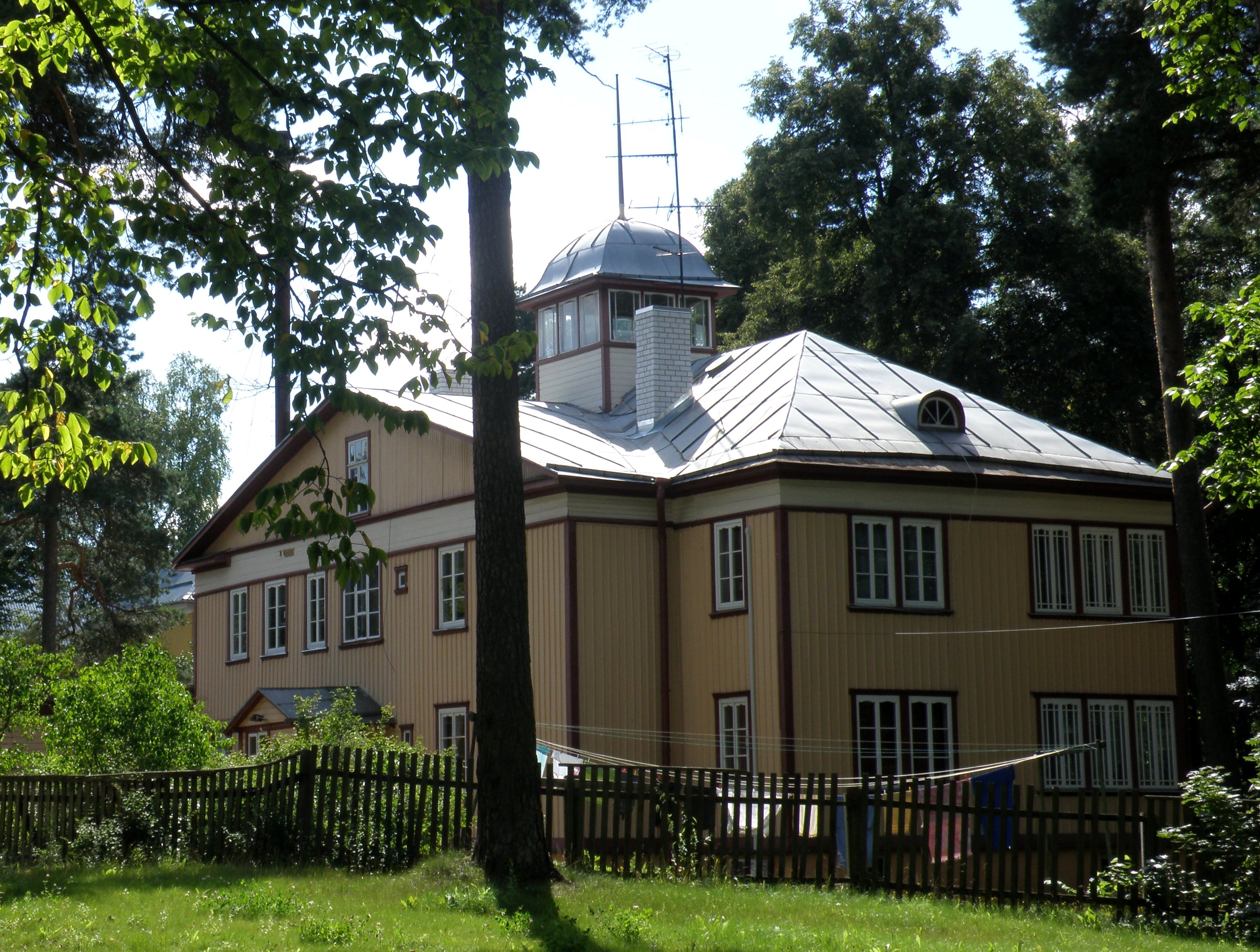
Дом 9, памятник архитектуры
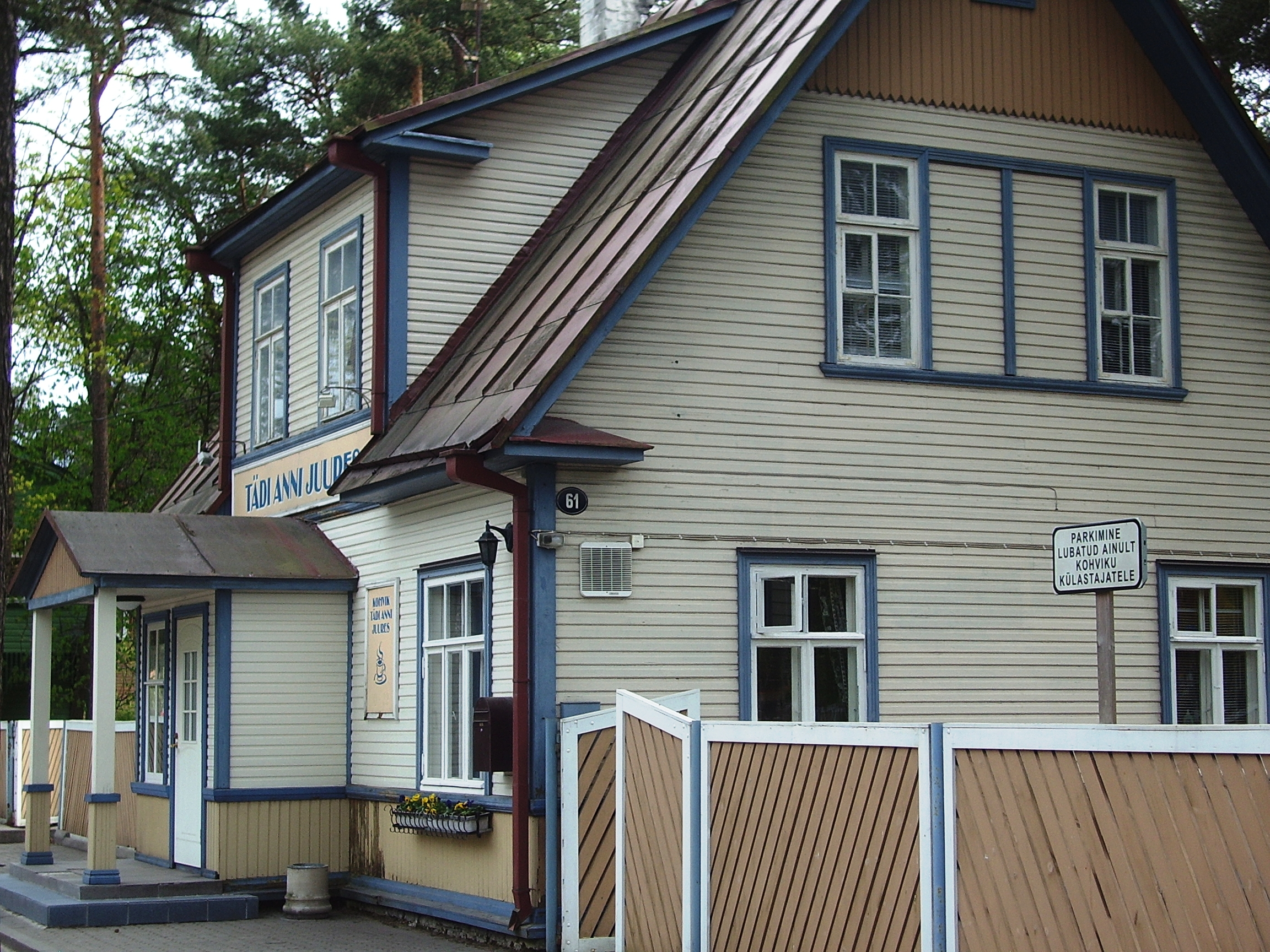
Кафе «Tädi Anni juures»
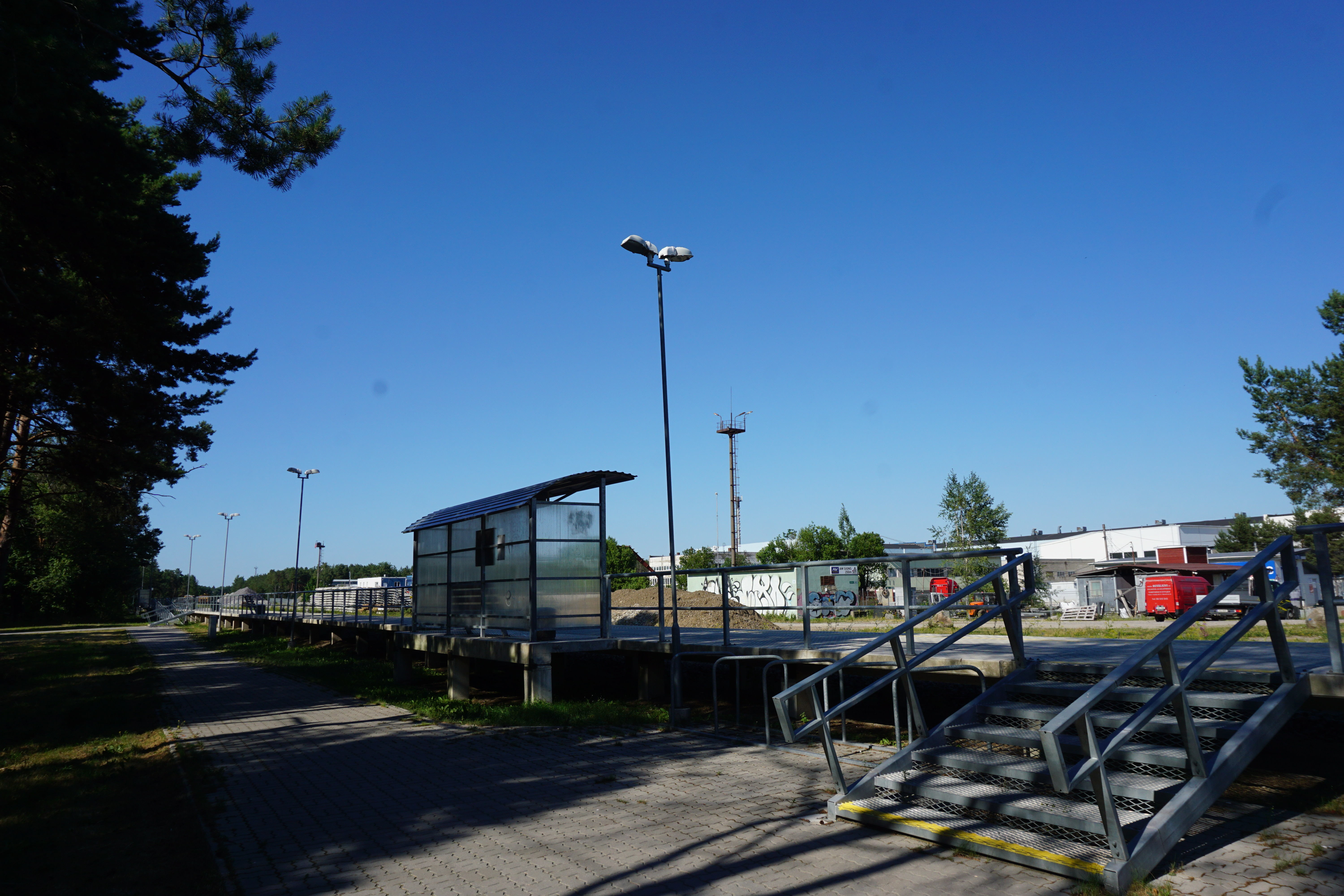
Железнодорожная платформа «Валдеку»